# Vjacseszlav Konsztantyinovics Romanov orosz nagyherceg
Vjacseszlav Konsztantyinovics orosz nagyherceg (oroszul: Великий князь Вячеслав Константинович Романов; Szentpétervár, 1862. július 1./13. – Pavlovszk, 1879. február 15./27.) orosz nagyherceg, az Orosz Cári Haditengerészet tisztje.

## Élete
Vjacseszlav Konsztantyinovics nagyherceg – vagy Szlava, ahogyan becézték – Konsztantyin Nyikolajevics nagyherceg és Alexandra szász–altenburgi hercegnő utolsó gyermekeként született 1862-ben. Születési helyeként Szentpétervár mellett Varsót is szokták emlegetni, mivel világra jöttekor édesapja Lengyelország cári helytartója volt, és a család éppen Vjacseszlav Konsztantyinovics születése körül utazott el a lengyel fővárosba. Keresztnevét, az eredetileg lengyel Vjacseszlavot Konsztantyin nagyherceg adta neki oroszosított formában, így akarván tisztelegni a lengyel nemesség előtt. Édesapja, fivéreihez hasonlóan őt is katonai pályára szánta, de mivel Vjacseszlav nagyherceg örökölte szülei tehetségét a rajzoláshoz, Konsztantyin Nyikolajevics engedélyezte számára, hogy szabadidejében rajzolgasson.
Alekszandra Joszifovna nagyhercegné sokat utazott, főleg miután férjével való kapcsolata romlásnak indult. Többnyire Európába tett útjaira magával vitte kisebb gyermekeit is, így Vjacseszlav nagyherceg is rendszeresen édesanyjával tartott. A nagyherceget kisebb korában egy kozák altiszt nevelte, azonban 1875-ben bátyjával, Dmitrij Konsztantyinoviccsal csatlakozott a haditengerészethez. A Kadetszkij hajóra kerültek szolgálni, hogy megtapasztalhassák a tengerészek életét.
Vjaceszlav nagyherceg 1879 februárjában hirtelen lett beteg. Fejfájással és hányingerrel küszködött, melyek az agyhártyagyulladás tünetei voltak. 1879. február 27-én hunyt el; bátyja, Konsztantyin Konsztantyinovics így emlékezett meg: „Szlava mozdulatlanul fekszik, a párnáján egy nagy ikonnal, mindent megpróbáltunk, hogy megkönnyítsük számára a légzést…”. Halálát állítólag előre megjósolta a pavlovszki családi kastély kísértete, egy fehér ruhás hölgy, aki az erkélyen jelent meg neki.